# Фумио Кишида
Фумио Кишида (јап. 岸田 文雄; Токио, 29. јул 1957) је јапански политичар, који је био на функцији премијера Јапана од 4. октобра 2021. до 1. октобра 2024. године. Председник Либерално-демократске партије је постао 29. септембра 2021. године, након што је у унутарстраначким изборима победио Тара Коноа, кога је подржао бивши премијер Јапана и председник странке Јошихиде Суга. Претходно је од 2012. до 2017. био министар спољних послова, и в. д. министра одбране у 2017.